# Reprezentacja Finlandii w koszykówce mężczyzn
Reprezentacja Finlandii w koszykówce mężczyzn - drużyna, która reprezentuje Finlandię w koszykówce mężczyzn. Za jej funkcjonowanie odpowiedzialny jest Fiński Związek Koszykówki (SKv). Dwanaście razy brała udział w Mistrzostwach Europy, jednak nigdy nie zdobyła medalu. Wystąpiła również dwukrotnie na Igrzyskach Olimpijskich.

## Udział w imprezach międzynarodowych
- Igrzyska Olimpijskie
  - 1952 - 15. miejsce
  - 1964 - 11. miejsce

- Mistrzostwa Europy
  - 1939 - 8. miejsce
  - 1951 - 9. miejsce
  - 1953 - 12. miejsce
  - 1955 - 10. miejsce
  - 1957 - 11. miejsce
  - 1959 - 13. miejsce
  - 1961 - 14. miejsce
  - 1963 - 14. miejsce
  - 1965 - 12. miejsce
  - 1967 - 6. miejsce
  - 1977 - 10. miejsce
  - 1995 - 13. miejsce
  - 2013 - 9. miejsce